# Villa Guardia
Villa Guardia là một đô thị ở tỉnh Como trong vùng Lombardia, có cự ly khoảng 35 km về phía tây bắc của Milan và khoảng 6 km về phía tây nam của Como. Tại thời điểm ngày 31 tháng 12 năm 2004, đô thị này có dân số 6.879 người và diện tích là 7,7 km².
Đô thị Villa Guardia có các frazioni (các đơn vị trực thuộc, chủ yếu là các làng) Maccio, Civello, Masano, Brugo, và Mosino.
Villa Guardia giáp các đô thị: Bulgarograsso, Cassina Rizzardi, Gironico, Grandate, Luisago, Lurate Caccivio, Montano Lucino.